# Mogheul
Mogheul (em árabe: ﻣﻮﻏﻞ) é uma cidade e comuna localizada no distrito de Lahmar, na província de Béchar, Argélia. Sua população era de 635 habitantes, em 2008.